# Lophocampa maculata
Espèce
La Lophocampe maculée ou Halisidote maculée (Lophocampa maculata) est une espèce de lépidoptères (papillons) américains de la famille des Erebidae et de la sous-famille des Arctiinae.

## Morphologie
L'imago de Lophocampa maculata est un papillon d'une envergure de 35 à 45 mm, jaune et beige avec des bandes brunes et un abdomen poilu.
La chenille est poilue, jaune vif avec les extrémités noires, et possède des touffes de poils blancs qui se détachent en cas d’attaque. Son mécanisme de défense est de se rouler en boule et de se laisser tomber au sol lorsqu’on la touche. 

## Distribution géographique
L'espèce est fréquente dans le Sud du Canada, ainsi qu’à plusieurs endroits aux États-Unis. 

## Biologie
Le papillon vole de mai à juillet, et la chenille peut être observée de juillet à septembre. 
On retrouve la chenille surtout dans les forêts. Elle se nourrit de feuilles de feuillus tels que l'érable.

### Publication originale
Harris T. W., A report on the insects of Massachusetts, injurious to vegetation, p. 258 (1841) (en) Texte complet